# Glandorf (Ohio)
Glandorf ist eine Ortschaft (Village) im Putnam County, Ohio, Vereinigten Staaten. Bei der Volkszählung 2000 hatte der Ort 919 Einwohner.

## Geografie
Glandorf ist etwa 2,5 Meilen (4 km) westlich vom County Seat Ottawa (Ohio) entfernt und liegt somit recht zentral im Putnam County, etwa 97 Meilen (156 km) nördlich von Dayton und ca. 69 Meilen (111 km) südwestlich von Toledo und dem Eriesee entfernt.
Nachbarorte von Glandorf sind Ottawa, Kalida, Kieferville, Miller City und Leipsic.

## Geschichte
Der aus Glandorf in Niedersachsen stammende Osnabrücker Geistliche und Gymnasiallehrer am Carolinum, Johann Wilhelm Horstmann, schiffte sich am 7. September 1833 mit sechs weiteren Glandorfer Männern auf dem Passagierschiff Columbus in Amsterdam ein und kam am 6. November 1833 in New York an. Im Dezember des Jahres erwarb er Land in Putnam County, Ohio, und gründete dort Neu-Glandorf. Zu dieser Gruppe gehörten Johann F. Kahle, Wilhelm Gülker, Christian Strope, F. Wischmann, Friedrich Bredeick sowie Mathias und Friedrich Bockrath. Kahle kaufte Land bei Greensburg, das etwa fünf Meilen westlich von Glandorf an der heutigen Road J liegt und nannte es Mariakamp. Das Land, das Professor Horstmann erwarb, wurde Glandorf genannt. Die Ehefrauen und zehn weitere Familien folgten 1834. 1835 stießen weitere Familien aus Deutschland dazu. Damit war die Auswanderungswelle aber noch nicht beendet, sie hielt bis Anfang des 20. Jahrhunderts an. Mit seinem Tod am 21. Februar 1843 vermachte Horstmann seinen gesamten Landbesitz der Gemeinde.
Die Kirche St John’s the Baptist wurde unter Leitung von Pfarrer Dickmann erbaut und am 15. Dezember 1878 eingeweiht. Eine kurze Zeit lang existierte auch ein Kloster des deutschen Schwesternordens der Missionare vom Kostbaren Blut, die das Land bebauten, das ursprünglich Professor Horstmann gehörte. Der Orden gab aber das Kloster wieder auf und hat seine Hauptniederlassung in Maria Stein (Ohio) und Dayton (Ohio).
Der Nachbarort Miller City verdankt seine Entstehung einigen Familien aus Glandorf (Ohio), die sich dort 1882 angesiedelt haben. Benannt wurde der Ort nach dem Siedler Nikolaus Miller (Müller).

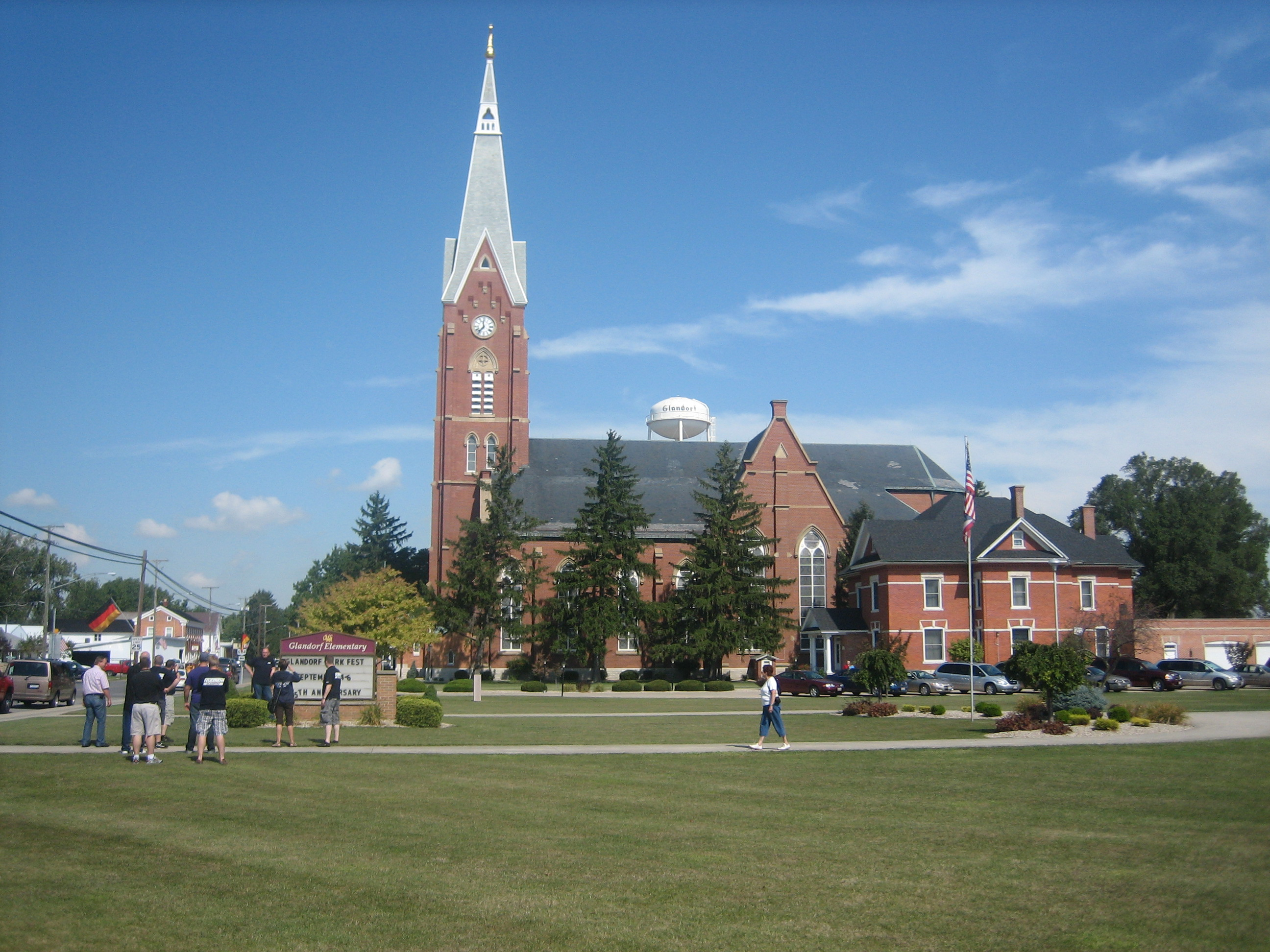
Die Kirche St. John the Baptist
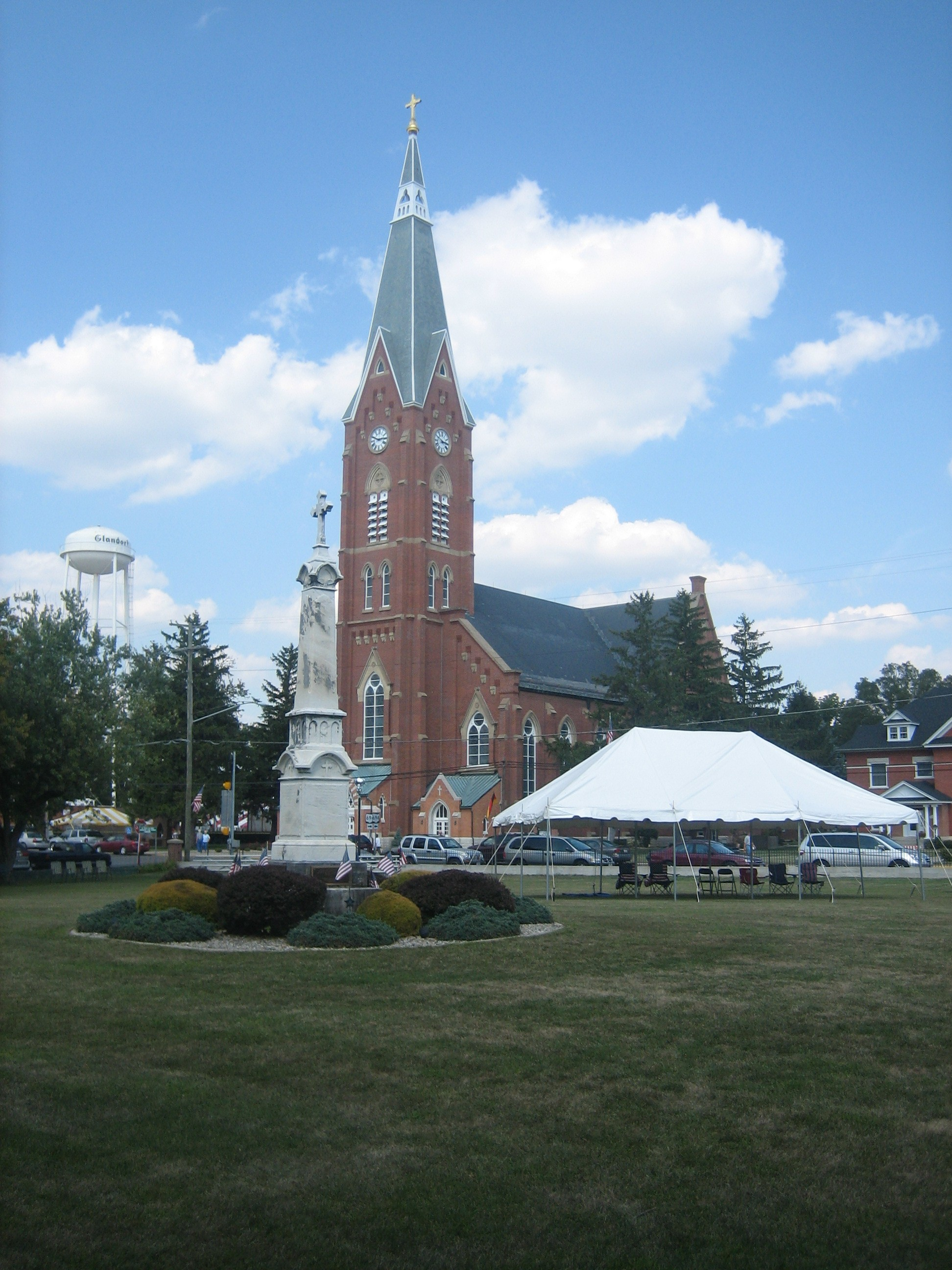
Die Kirche St. John the Baptist mit Denkmal für Johann Wilhelm Horstmann
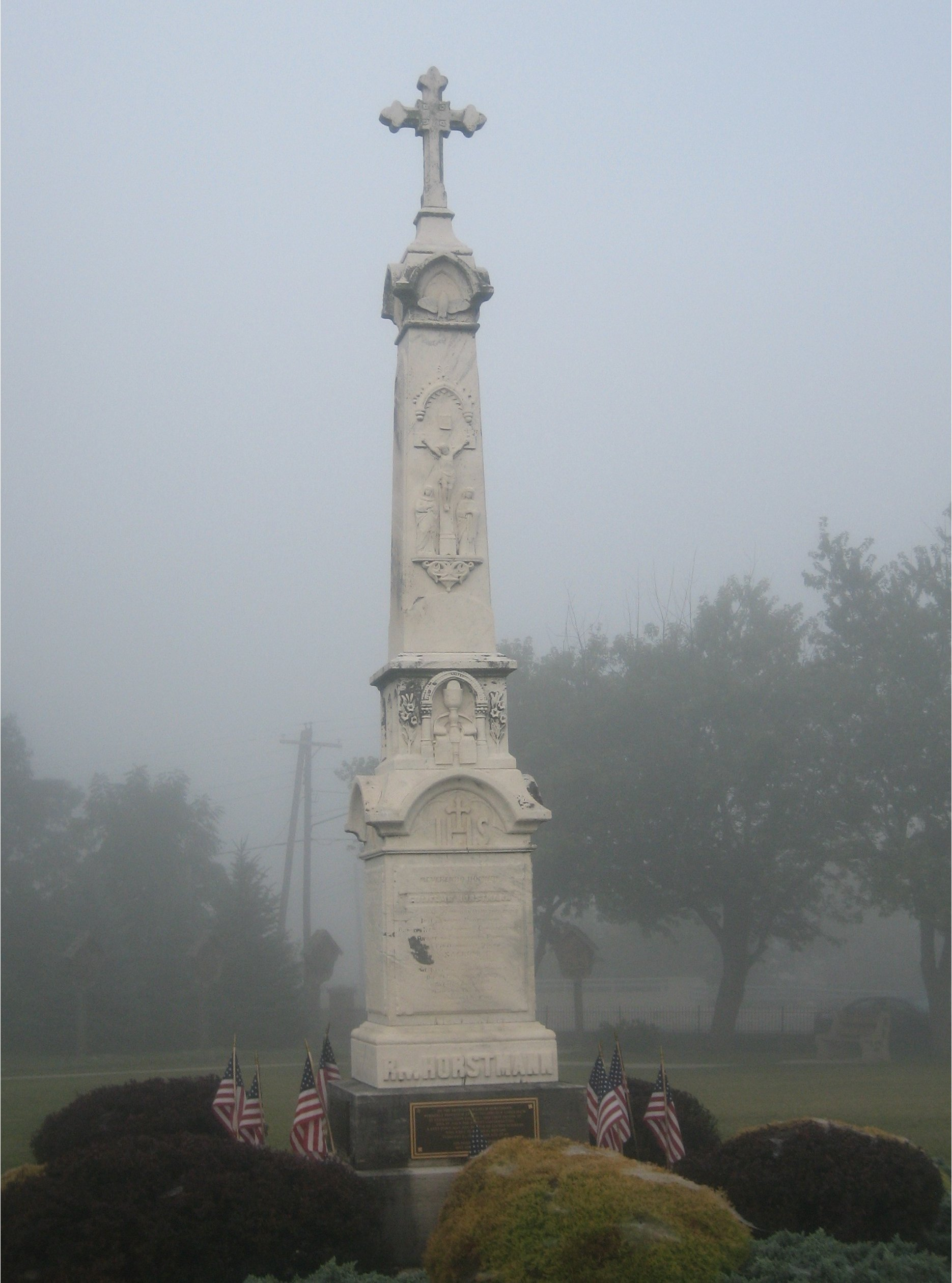
Denkmal für Johann Wilhelm Horstmann
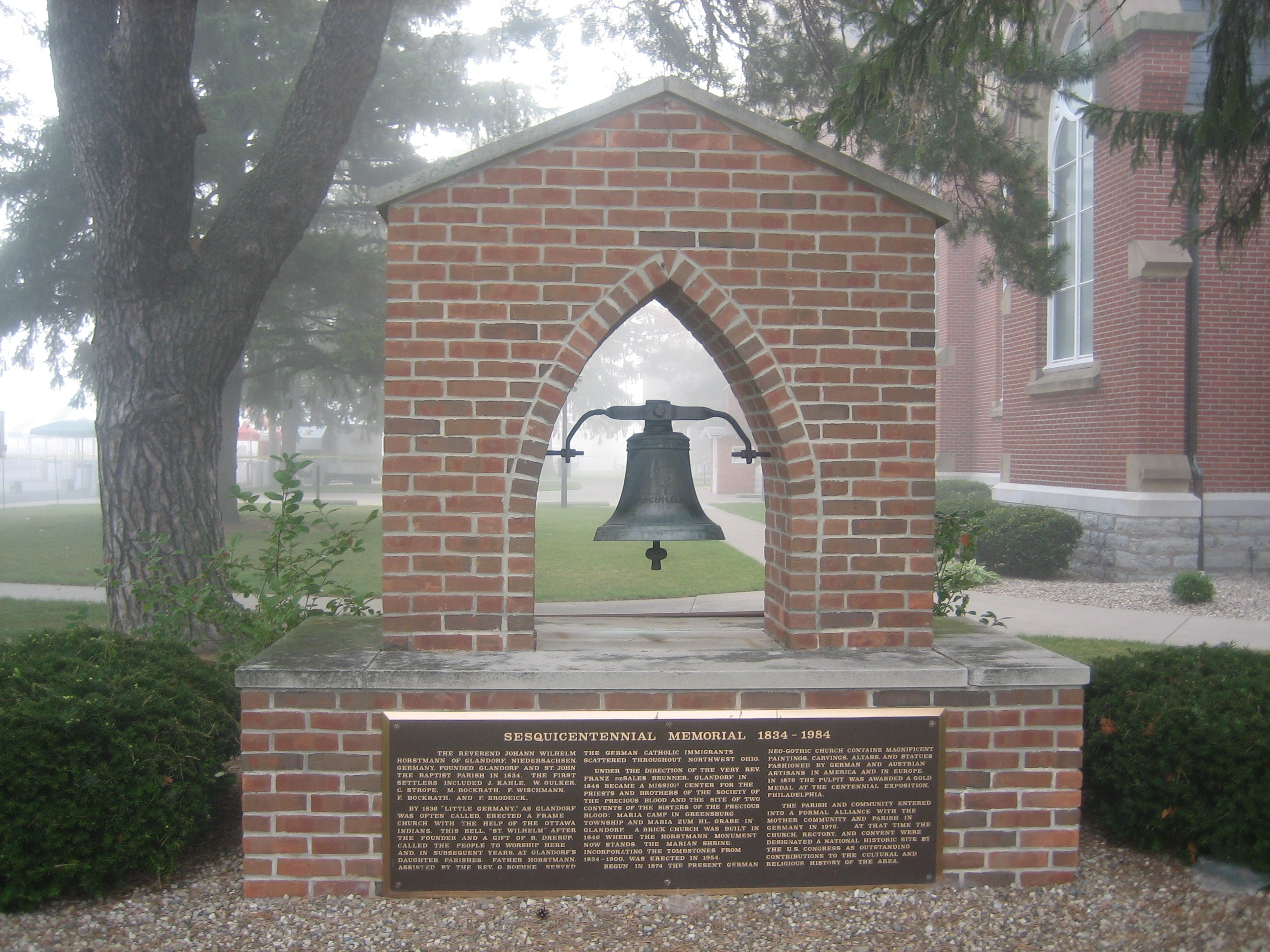
Denkmal zum 150-Jahr-Jubiläum 1834 – 1984

## Verkehr
Glandorf liegt an der State Route 694 die Richtung Ottawa, Ohio zur U.S. Route 224 führt. Die nächstgelegenen Fernstraßen sind im Süden der U.S. Highway 30 und der Interstate 75. Etwa sechs Meilen (9 km) östlich von Glandorf befindet sich der Putnam County Airport.

## Bildung und Kultur
An staatlichen Bildungseinrichtungen stehen im Nachbarort Ottawa zwei Grundschulen, die Ottawa-Glandorf High School und die Putnam County District Library zur Verfügung. Von den 51 Kirchen des Putnam County befinden sich die katholische Kirche St John’s the Baptist in Glandorf.

## Partnergemeinden
Es besteht eine Partnerschaft mit Glandorf in Niedersachsen.